# Dubbel Tienfestival

Vlag van de Republiek China (中華民國國旗)

Dubbel Tienfestival is een Chinees feest ter herinnering van de Wuchang-opstand, het startschot van de Xinhai-revolutie die leidde tot de val de Mantsjoese Qing-dynastie, de laatste monarchie van China. De opstand vond plaats op 10 oktober 1911 in het huidige Wuhan. In 1912 werd de Republiek China opgericht door de Guomindang, die de vele opstanden tegen de Mantsjoes leidde. Sinds het ontstaan van de Chinese Republiek wordt het Dubbel Tienfestival jaarlijks gevierd als nationale feestdag. Ook buiten de Republiek werd het vroeger uitbundig gevierd. Men moet dan denken aan alle Chinese buurten wereldwijd vóór 1949. Na de oprichting van Volksrepubliek China werd het Dubbel Tienfestival in steeds minder landen gevierd.
Het symbool van het feest is de hanzi van het cijfer tien, dat naast elkaar wordt geschreven in rode kleur.
In 1949 hadden de Chinese communisten vrijwel heel het Chinese vasteland veroverd. De ambtenaren van Republiek China en de aanhang van de Guomindang vluchtten naar het eiland Taiwan. Taiwan beschouwt zich tot heden nog als de vertegenwoordiger van het echte China, Republiek China. Sinds de machtsovername op het Chinese vasteland, wordt het Dubbel Tienfestival daar niet meer gevierd zoals vroeger, maar er wordt wel stil gestaan dat ter herinnering van de Xinhai-revolutie. De dag wordt daarom "辛亥革命紀念日" genoemd.
In 2011 werd het feest in Republiek China (Taiwan) groots gevierd, vanwege het 100-jarige jubileum van het ontstaan van de Republiek China. De belangrijkste organisator hiervan was de Republic of China Centenary Foundation.

## Viering in Republiek China (Taiwan)
In Republiek China (Taiwan) wordt het jaarlijks gevierd en is het een officiële vrije dag. In de ochtend wordt de vlag van de Republiek China gehesen voor het Presidentieel Paleis in Taipei en het Chinese volkslied, Drie principes van het volk, gezongen. Daarna zijn er militaire parades en parades waarbij de Chinese cultuur wordt uitgebeeld. In de avond is er een siervuurwerkshow. Dit wordt allemaal in Taipei (stad) gehouden en op de nationale televisie, China Television, uitgezonden.
In 2009 werden alle festiviteiten stopgezet. Het geld ervan werd uitgegeven aan de herbouw van rampplekken die getroffen waren door de typhoon Morakot.

## Viering in Hongkong
Hongkong kende vanaf 1949 een grote gemeenschap van Guomindang-veteranen en hun families. Zij woonden toen vooral in Tiu Keng Leng en Tsuen Wan. Dit was het centrum van de viering van het feest. Alle gebouwen in het gebied werden versierd met de vlag van Republiek China. Ook kwam de vlag voor in diverse Republiekgezinde en anticommunistische Hongkongse kranten. Deze vlag kon men dan uit de krant knippen en op ramen van het huis plakken. Sinds 1997, de teruggave van Brits Hongkong aan Volksrepubliek China, verwijdert de Hongkongse politie vlaggen van de Republiek van lantaarnpalen en hekken. Om niet lastiggevallen te worden door de politie organiseren de Republikeinen in Hongkong sindsdien het feest in het private Suen Chung-Shanpark en Hung Lau.

## Viering in Amerika
In de Verenigde Staten wordt jaarlijks nog een parade gehouden op Dubbel Tienfestival. Deze worden gehouden in San Francisco Chinatown en Chicago Chinatown. Ze worden georganiseerd door lokale Chinese Amerikanen die voorstander zijn van Republiek China.

## Viering in Nederland
In Amsterdam Chinatown werden tot eind jaren vijftig jaarlijks de vlag van de Republiek bij elke Chinese festiviteit opgehangen. Dit is onder andere terug te vinden in oude zwart-witfoto's van de Binnen Bantammerstraat. Tegenwoordig gebeurt dit al heel lang niet meer.